# Campeonato Africano de Naciones
El Campeonato Africano de Naciones (CHAN) es un torneo de selecciones nacionales de fútbol organizado cada dos años por la CAF. En el mismo solo pueden participar jugadores que estén desarrollando su carrera, en el momento que se juega el certamen, en el campeonato doméstico de su país de origen.
El primer torneo en el 2009; se jugó en Costa de Marfil y fue ganado por la República Democrática del Congo. Este equipo, junto a Marruecos, son los únicos que han obtenido el título dos veces. Túnez, Libia y Senegal se han coronado una ocasión cada uno.
En un principio el torneo se jugó con ocho equipos pero para la segunda edición, rápidamente se amplió a dieciséis el cupo de participantes.
A partir de la edición 2014 del campeonato todos los partidos, tanto de clasificación como los de fase final, serán computados para elaborar el ranking FIFA, marcando un importante paso para el desarrollo de la competencia.
Los partidos de esta competición, incluyendo los de clasificación son considerados como amistosos por la FIFA ya que la restricción permite a jugadores de ligas locales participar únicamente.

## Historia

La CAF y las otras confederaciones asociadas a la FIFA.

### Antecedentes
La idea de jugar este torneo surgió en septiembre de 2007 en la ciudad de Johannesburgo, Sudáfrica durante una reunión del comité ejecutivo de la Confederación Africana de Fútbol. Finalmente en enero de 2008 antes de la Copa Africana de Naciones 2008 que se jugó en Ghana se confirmó la realización del torneo.
El objetivo del torneo es el de dar a los jugadores la oportunidad de estar en su selección y también, el de potenciar las ligas locales.
En febrero de 2008, Costa de Marfil consiguió ser la sede del primer torneo por unanimidad del comité ejecutivo comandado por Issa Hayatou, presidente de la CAF. Costa de Marfil fue elegida por sobre países como Sudán y Egipto que también querían la sede.
Después de esta decisión se confirmaron las fechas para la clasificación.

### Primera edición, una pequeña prueba

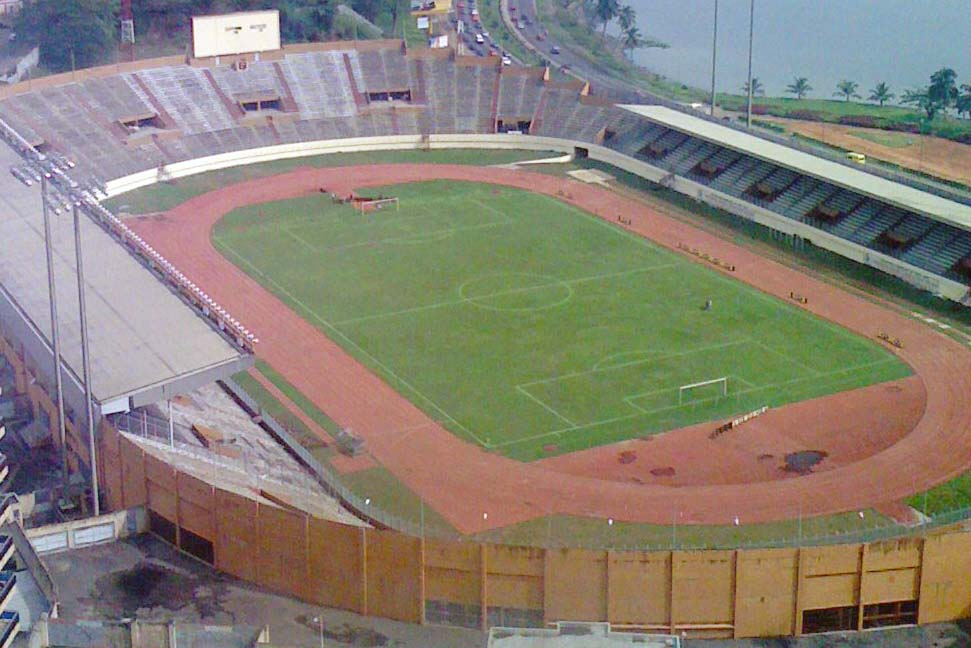
El Estadio Houphouët-Boigny una de las 2 sedes del campeonato.

Las eliminatorias comenzaron el 29 de marzo de 2008 y concluyeron el 14 de diciembre de 2008. En ese lapso siete selecciones se sumaron a Costa de Marfil para disputar el torneo.
El 22 de febrero de 2009 en el Estadio Houphouët-Boigny de la ciudad de Abiyán se dio el pitido inicial del torneo. El primer gol fue marcado por Given Singuluma en la victoria de Zambia ante Costa de Marfil por 3 a 0.
En el grupo A Zambia y Senegal lograron su clasificación por sobre Tanzania y la local Costa de Marfil. En el grupo B lograron imponerse Ghana y la República Democrática del Congo mientras que las selecciones de Zimbabue y Libia no pudieron pasar a la siguiente ronda.
En semifinales, se enfrentaron Ghana y Senegal que por medio de la definición por penales definieron al primer finalista. Por la otra llave la RD Congo venció a Zambia y obtuvo el último cupo para el partido definitorio. En el partido por el tercer puesto Zambia derrotó a Senegal y logró llegar al podio.
Un estadio completo vio en la gran final como la República Democrática del Congo se consagraba campeón de la primera edición tras vencer a Ghana por 2 a 0. De esta manera, el país del centro de África logró su primer gran título luego de 35 años de sequía.

### Segunda y tercera edición, la consolidación
El rápido interés de los países hizo que se ampliaran los cupos de 8 a 16 equipos participantes.
En su segunda edición el certamen fue organizado por Sudán en medio del conflicto por el Referéndum sobre la independencia de Sudán del Sur de 2011. Las 4 ciudades sedes fueron Omdurmán, Jartum, Wad Madani y Puerto Sudán por lo que la región de Sudán del Sur no tuvo participación en el torneo.

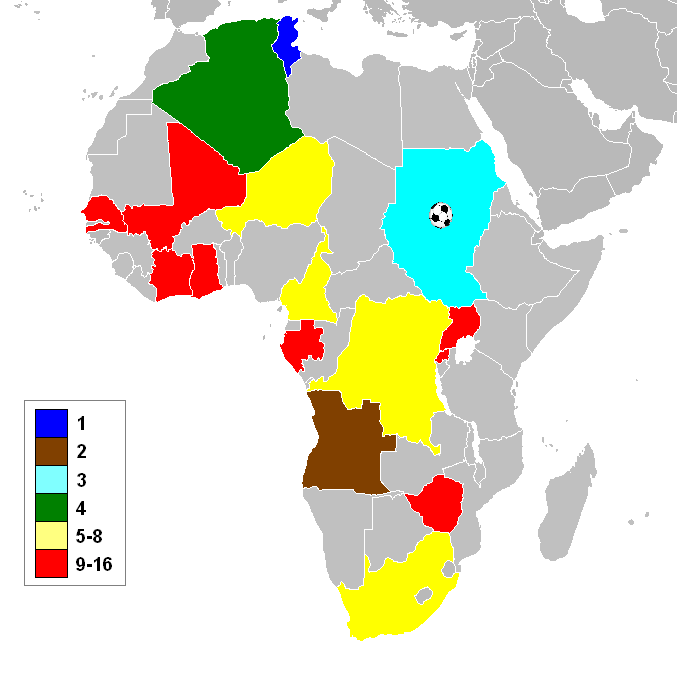
Las 16 selecciones clasificadas para el campeonato de 2011.

La clasificación comenzó el 11 de enero de 2010 y culminó el 6 de junio del mismo año. En ese lapso se completaron los cupos para disputar el torneo y en total 11 selecciones clasificaron por primera vez mientras que solo 5 repitieron respecto a la edición competición.
El torneo fue muy irregular. En cada grupo hubo una selección dominante pero los segundos puestos se definieron todos en la última fecha y apretadamente. Las selecciones de Camerún y Sudáfrica fueron las únicas 2 con puntaje ideal pero ambas cayeron derrotadas en cuartos de final por Angola y Argelia respectivamente. En dicha instancia la local Sudán le ganó por penales a Níger y la selección tunecina venció a la vigente campeona RD Congo. El 22 de febrero se jugaron las 2 semifinales y ambas se definieron por penales. En primer turno Túnez siguió con su racha ganadora y, luego del empate en 1, le ganó por 5:3 desde los 12 pasos a Argelia. Un poco más tarde Sudán y Angola igualaron por el mismo resultado que la otra semifinal pero fueron Los antílopes quienes lograron vencer desde la pena máxima por 4 a 2. En el partido por la honra los organizadores lograron llevarse el tercer lugar luego de derrotar a los argelinos por 1 a 0.
Túnez y Angola, que 15 días antes habían empatado en 1 gol por la primera rueda disputaron la gran final. El juego favoreció a Las Águilas de Cartago que lograron vencer por 3 a 0 y, así, llevarse el título por primera vez, en su primera aparición en el campeonato.
Luego de esa edición, el torneo se comenzó a jugar en años pares. Esto se produjo luego de la Copa Africana de Naciones 2010 y el pedido de algunos clubes europeos de que se cambie de año este torneo para que no coincida calendariamente con la Copa Mundial de Fútbol, pedido finalmente aceptado por la CAF.
Anteriormente a esto, la CAF le había otorgado a Libia la organización de la Copa Africana de Naciones 2014 y para que tenga un fogueo previo al mayor torneo continental, también le dio la organización del CHAN 2013 al país del norte. Luego del cambio de calendario las sedes de ambos certámenes se le mantuvieron a Libia y, entonces, el país árabe primero organizaría la Copa Africana de Naciones en 2013 y un año después el Campeonato Africano de Naciones de 2014.
Debido a la Guerra de Libia de 2011 la sede obligatoriamente tuvo que ser cambiada. Varios países se ofrecieron a albergar ambos torneos, entre ellos Egipto y Sudáfrica. Debido a su notable infraestructura, heredada de la Copa Mundial de Fútbol de 2010, fue Sudáfrica el país elegido como anfitrión, llegando incluso a un acuerdo con Libia para intercambiarse la sede de la Copa Africana de Naciones, ya que a Sudáfrica, la CAF, le había otorgado la organización de este torneo para 2017.
La fase de clasificación trajo algunas grandes sorpresas dado que los mundialistas en 2010 y 2014 Argelia, Camerún y Costa de Marfil como el vigente campeón Túnez quedaron afuera.

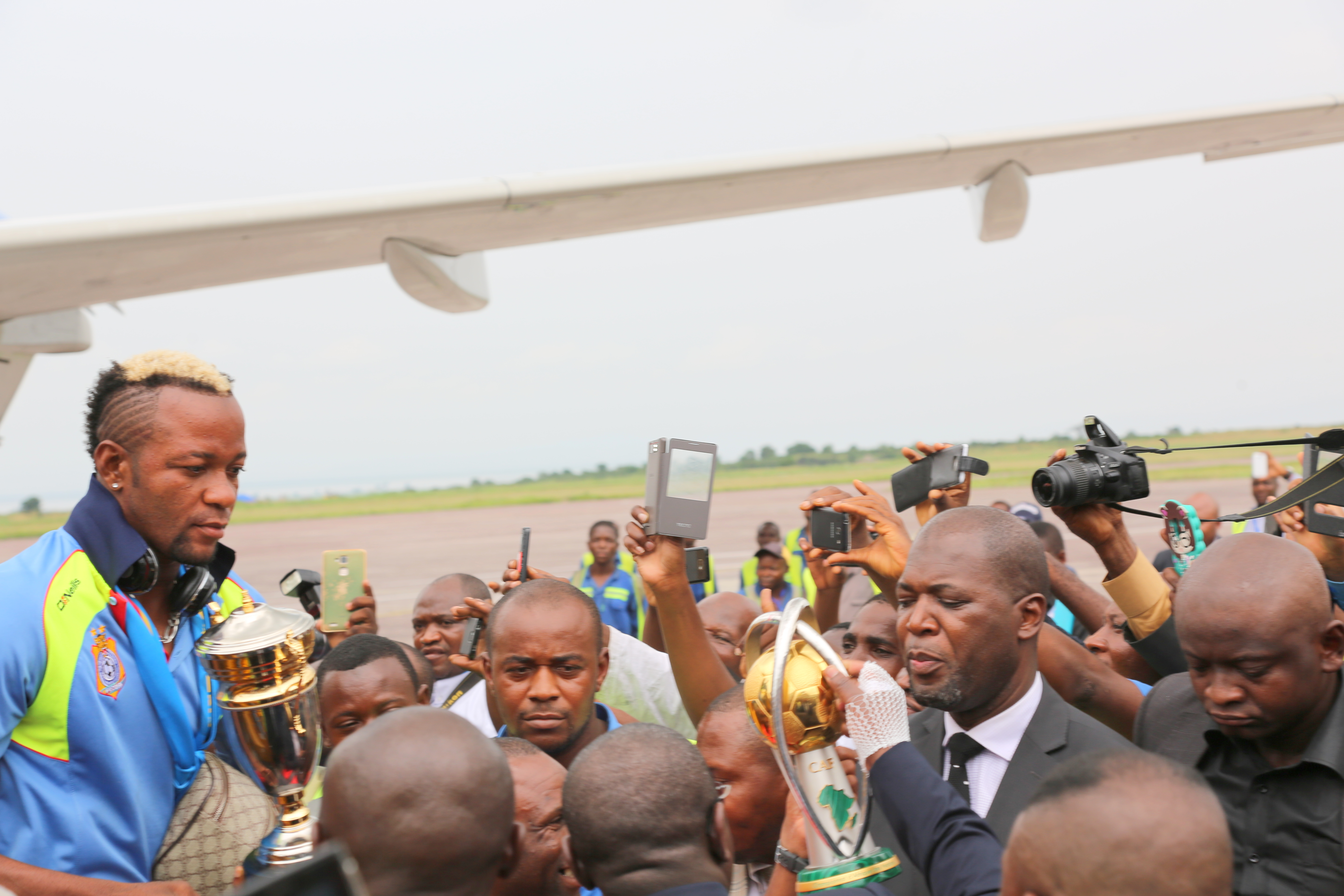
Los leopardos fueron recibidos en el Aeropuerto Internacional de N'Djili, cuando descendieron del avión por una multitud luego de su coronación del torneo.

Un torneo magnífico fue el de Sudáfrica. Los estadios mundialistas le dieron un toque distinto al campeonato que dio inicio el 11 de enero de 2014. La primera ronda fue muy pareja. Todos los clasificados a cuartos de final se definieron en la última fecha, con goles decisivos en tiempo de descuento en cada uno de los grupos. Pero de ahí en más, la cosa no cambió: todos los partidos de cuartos de final y semifinales o se definieron por solo 1 gol de diferencia o por tiros desde el punto penal. En el partido por el tercer puesto, Nigeria que contaba en su plantel con varios futbolistas que habían ganado la Copa Africana de Naciones 2013 y se preparaban para disputar el Mundial de Brasil, vencieron ajustadamente a Zimbabue por 1 a 0.
La gran final se jugó en el colosal Green Point de Ciudad del Cabo entre uno de los favoritos, Ghana y la sorpresiva Libia. El partido, como todo el campeonato, fue muy apretado terminando 0 a 0 y teniéndose que definir al campeón en una definición por penales. Luego de patear 6 penales por lado fue Libia quien no solo obtuvo el CHAN por primera vez sino que, además, logró el primer título de su historia. A pesar de terminar invicto, el conjunto árabe, dirigido por el mítico entrenador español Javier Clemente, obtuvo solo 1 victoria en el torneo lograda en el primer encuentro de la fase de grupos ante Etiopía.
En 2016, Ruanda se encargó de llevar a cabo este emergente torneo, que finalizó el 7 de febrero, al igual que Marruecos en 2018.

## Formación del torneo
La creación del Campeonato Africano de Naciones fue una respuesta al deseo de revivir o fortalecer las competiciones nacionales regularmente debilitadas por un éxodo masivo de los mejores jugadores que abandonan sus países de origen para jugar con equipos extranjeros, en donde ganaran más dinero y tendrán más cobertura de los medios de comunicación.
La CAF espera que los jugadores que están en las competiciones nacionales puedan un día integrar el plantel en la Copa Africana de Naciones.

## Clasificación

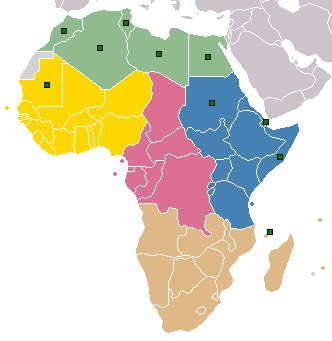
Las diferentes zonas de la CAF
UNAF
WAFU
UNIFFAC
CECAFA
COSAFA

Un total de 16 selecciones participan del campeonato. 15 deben buscar su clasificación mediante cada torneo zonal y la restante clasifica automáticamente por ser sede. La CAF decidió darle estos cupos a las distintas zonas geográficas:
- Zona 1 (Norte) (UNAF): 2 cupos + anfitrión
- Zona 2 (Oeste A) (WAFU): 3 cupos
- Zona 3 (Oeste B) (WAFU): 3 cupos
- Zona 4 (Central) (UNIFFAC): 3 cupos
- Zona 5 (Centro-Este) (CECAFA): 3 cupos
- Zona 6 (Sur) (COSAFA): 3 cupos

### Grupos de clasificación
Con el correr de los torneos, varios países que no disputaron la clasificación para la primera edición se fueron sumando para las subsiguientes. Hasta el momento, de las 54 asociaciones afiliadas a la CAF, solo la selección de Cabo Verde no ha participado de las clasificatorias.
Respecto a la Selección de Zanzíbar, pese a que es miembro de la CAF y pertenece a la CECAFA, no le está permitido participar, ya que esta región pertenece geográficamente a Tanzania, siendo representados por este país en competiciones internacionales. Algo similar ocurre con la Selección de Reunión, con la diferencia de que este país no es miembro de ninguna asociación regional.
| Zona Norte - Argelia - Egipto - Libia - Marruecos - Túnez Zona oeste A - Cabo Verde - Gambia - Guinea - Guinea-Bisáu - Liberia - Malí - Mauritania - Senegal - Sierra Leona Zona oeste B - Benín - Burkina Faso - Costa de Marfil - Ghana - Níger - Nigeria - Togo Zona central - Camerún - Chad - Congo - Gabón - Guinea Ecuatorial | - República Centroafricana - República Democrática del Congo - Santo Tomé y Príncipe Zona centro-este - Burundi - Etiopía - Eritrea - Kenia - Ruanda - Somalia - Sudán - Sudán del Sur - Tanzania - Uganda - Yibuti Zona sur - Angola - Botsuana - Comoras - Esuatini - Lesoto - Malaui - Madagascar - Mauricio - Mozambique - Namibia - Seychelles - Sudáfrica - Zambia - Zimbabue |

## Formato del torneo

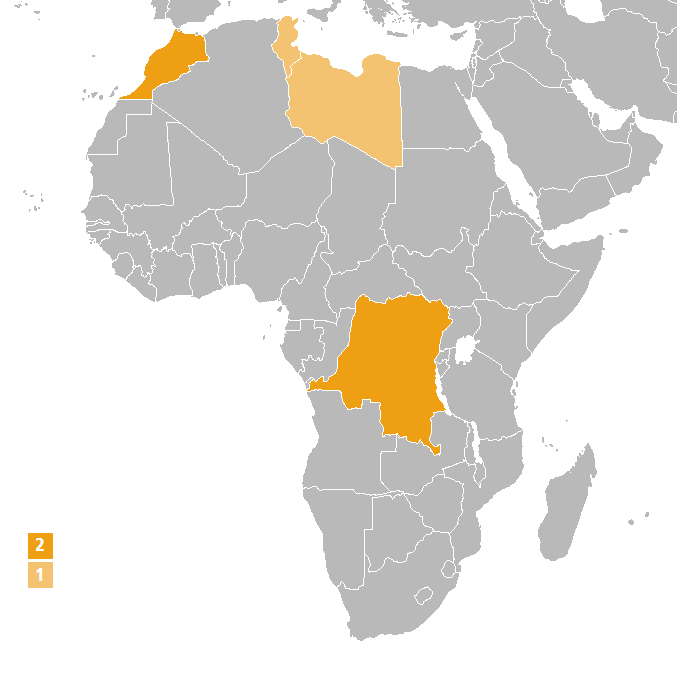
Mapa de títulos de tiempos de los países al 2021.

Los 16 equipos que participan en la fase final se dividen en cuatro grupos de cuatro equipos cada uno. Dentro de cada grupo se enfrentan una vez entre sí, mediante el sistema de todos contra todos. Según el resultado de cada partido se otorgan tres puntos al ganador, un punto a cada equipo en caso de empate, y ninguno al perdedor.
Pasan a la siguiente ronda los dos equipos de cada grupo mejor clasificados. Si al término de los partidos de grupo, dos equipos terminan empatados en puntos, se aplican los siguientes criterios de desempate:
1. El mayor número de puntos obtenidos teniendo en cuenta todos los partidos del grupo.
2. La mayor diferencia de goles teniendo en cuenta todos los partidos del grupo.
3. El mayor número de goles a favor anotados teniendo en cuenta todos los partidos del grupo.

Si dos o más equipos quedan igualados según las pautas anteriores, sus posiciones se determinarán mediante los siguientes criterios, en orden de preferencia:
1. El mayor número de puntos obtenidos en los partidos entre los equipos en cuestión.
2. La diferencia de goles teniendo en cuenta los partidos entre los equipos en cuestión.
3. El mayor número de goles a favor anotados por cada equipo en los partidos disputados entre los equipos en cuestión.

Si luego de aplicar los criterios anteriores dos equipos todavía siguen empatados, los tres criterios anteriores se vuelven a aplicar al partido jugado entre los dos equipos en cuestión para determinar sus posiciones finales. Si este procedimiento no conduce a un desempate se aplican los siguientes criterios de desempate:
1. Diferencia de gol en todos los partidos de grupo.
2. Mayor número de goles marcados en todos los partidos de grupo.
3. Sorteo del comité organizador del campeonato.

La segunda ronda incluye todas las fases desde los octavos de final hasta la final. Mediante el sistema de eliminación directa se clasifican los dos semifinalistas. Los equipos perdedores de las semifinales juegan un partido por el tercer y cuarto puesto, mientras que los ganadores disputan el partido final, donde el vencedor obtiene el título.
Si después de los 90 minutos de juego el partido se encuentra empatado se juega un tiempo suplementario de dos etapas de 15 minutos cada una. Si el resultado sigue empatado tras esta prórroga, el partido se define por el procedimiento de tiros desde el punto penal.

## Resultados y estadísticas

### Campeonatos
| Año          | Sede                     | Campeón        | Final Resultado | Subcampeón     | Tercer lugar    | Resultado       | Cuarto lugar   |
| ------------ | ------------------------ | -------------- | --------------- | -------------- | --------------- | --------------- | -------------- |
| 2009 Detalle | Costa de Marfil          | RD Congo       | 2:0             | Ghana          | Zambia          | 2:1             | Senegal        |
| 2011 Detalle | Sudán                    | Túnez          | 3:0             | Angola         | Sudán           | 1:0             | Argelia        |
| 2014 Detalle | Sudáfrica                | Libia          | 0:0 4:3 penales | Ghana          | Nigeria         | 1:0             | Zimbabue       |
| 2016 Detalle | Ruanda                   | RD Congo       | 3:0             | Malí           | Costa de Marfil | 2:1             | Guinea         |
| 2018 Detalle | Marruecos                | Marruecos      | 4:0             | Nigeria        | Sudán           | 1:1 4:2 penales | Libia          |
| 2020 Detalle | Camerún                  | Marruecos      | 2:0             | Malí           | Guinea          | 2:0             | Camerún        |
| 2022 Detalle | Argelia                  | Senegal        | 0:0 5:4 penales | Argelia        | Madagascar      | 1:0             | Níger          |
| 2024 Detalle | Kenia, Tanzania y Uganda | Por disputarse | Por disputarse  | Por disputarse | Por disputarse  | Por disputarse  | Por disputarse |

### Palmarés
La lista a continuación muestra a los equipos que han estado entre los cuatro mejores de alguna edición del torneo.
En cursiva, se indica el torneo en que el equipo fue local. La estrella () significa que el equipo campeón terminó el torneo invicto.
| Selección       | Campeón        | Subcampeón     | Tercer puesto  | Cuarto puesto |
| --------------- | -------------- | -------------- | -------------- | ------------- |
| Marruecos       | 2 (2018, 2020) |                |                |               |
| RD Congo        | 2 (2009, 2016) |                |                |               |
| Libia           | 1 (2014)       |                |                | 1 (2018)      |
| Senegal         | 1 (2022)       |                |                | 1 (2009)      |
| Túnez           | 1 (2011)       |                |                |               |
| Malí            |                | 2 (2016, 2020) |                |               |
| Ghana           |                | 2 (2009, 2014) |                |               |
| Nigeria         |                | 1 (2018)       | 1 (2014)       |               |
| Argelia         |                | 1 (2022)       |                | 1 (2011)      |
| Angola          |                | 1 (2011)       |                |               |
| Sudán           |                |                | 2 (2011, 2018) |               |
| Guinea          |                |                | 1 (2020)       | 1 (2016)      |
| Madagascar      |                |                | 1 (2022)       |               |
| Costa de Marfil |                |                | 1 (2016)       |               |
| Zambia          |                |                | 1 (2009)       |               |
| Zimbabue        |                |                |                | 1 (2014)      |
| Camerún         |                |                |                | 1 (2020)      |
| Níger           |                |                |                | 1 (2022)      |

### Títulos por zona
| Zona CAF                  | Títulos | 2º | 3º | 4º | Años campeonatos       |
| ------------------------- | ------- | -- | -- | -- | ---------------------- |
| UNAF (Zona norte)         | 4       | 1  | 0  | 2  | 2011, 2014, 2018, 2020 |
| UNIFFAC (Zona central)    | 2       | 0  | 0  | 1  | 2009, 2016             |
| WAFU (Zona oeste A)       | 1       | 3  | 2  | 0  | 2022                   |
| WAFU (Zona oeste B)       | 0       | 2  | 1  | 3  |                        |
| COSAFA (Zona sur)         | 0       | 1  | 2  | 1  |                        |
| CECAFA (Zona centro-este) | 0       | 0  | 2  | 0  |                        |

## Tabla estadística
| Pos. | Selección         | P CHAN | Resultados | Resultados | Resultados | Resultados | Resultados | Resultados | Resultados | Resultados | Participación | Participación | Participación | Participación | Participación | Participación | Participación | Participación |
| Pos. | Selección         | P CHAN | PTS        | PJ         | PG         | PE         | PP         | GF         | GC         | DIF        | RND           | 09            | 11            | 14            | 16            | 18            | 20            | 22            |
| ---- | ----------------- | ------ | ---------- | ---------- | ---------- | ---------- | ---------- | ---------- | ---------- | ---------- | ------------- | ------------- | ------------- | ------------- | ------------- | ------------- | ------------- | ------------- |
| 1º   | RD Congo          | 6      | 42         | 26         | 12         | 6          | 8          | 32         | 27         | +5         | 53,84%        |               | 8.º           | 7.º           |               | -             | 5º            | 14.°          |
| 2º   | Marruecos         | 5      | 41         | 22         | 12         | 5          | 5          | 42         | 22         | +20        | 62,12%        | -             | -             | 8.º           | 10.º          |               |               | 18.°          |
| 3º   | Nigeria           | 3      | 30         | 15         | 9          | 3          | 3          | 25         | 17         | +8         | 66,66%        | -             | -             | 3.º           | 9.º           | 2.º           | -             | -             |
| 4º   | Camerún           | 5      | 29         | 19         | 8          | 5          | 6          | 15         | 16         | -1         | 50,87%        | -             | 5.º           | -             | 6.º           | 12.º          | 4º            | 9.°           |
| 5º   | Malí              | 5      | 29         | 21         | 7          | 8          | 6          | 19         | 21         | -2         | 46,03%        | -             | 13.º          | 6.º           | 2.º           | -             | 2º            | 15.°          |
| 6º   | Zambia            | 4      | 28         | 17         | 7          | 7          | 3          | 19         | 11         | +8         | 54,9%         | 3.º           | -             | -             | 5.º           | 6.º           | 6º            | -             |
| 7º   | Sudán             | 3      | 26         | 15         | 7          | 5          | 3          | 14         | 11         | +3         | 57,77%        | -             | 3.º           | -             | -             | 3.º           | -             | 13.°          |
| 8º   | Argelia           | 2      | 25         | 12         | 7          | 4          | 1          | 16         | 4          | +12        | 69,44%        | -             | 4.º           | -             | -             | -             | -             | 2.°           |
| 9º   | Ghana             | 4      | 24         | 18         | 6          | 6          | 6          | 19         | 16         | +3         | 44,44%        | 2.°           | 14.º          | 2.º           | -             | -             | -             | 5.°           |
| 10º  | Senegal           | 3      | 23         | 14         | 6          | 5          | 3          | 11         | 6          | +5         | 54,76%        | 4.º           | 10.º          | -             | -             | -             | -             |               |
| 11º  | Libia             | 5      | 23         | 21         | 4          | 11         | 6          | 20         | 20         | 0          | 36,5%         | 7.º           | -             |               | -             | 4.º           | 13º           | 11.°          |
| 12º  | Guinea            | 3      | 22         | 15         | 5          | 7          | 3          | 19         | 15         | +4         | 48,88%        | -             | -             | -             | 4.º           | 10.º          | 3º            | -             |
| 13º  | Costa de Marfil   | 5      | 21         | 19         | 6          | 3          | 10         | 15         | 18         | -3         | 36,84%        | 8.º           | 12.º          | -             | 3.º           | 14.º          | -             | 7.°           |
| 14º  | Túnez             | 2      | 19         | 10         | 5          | 4          | 1          | 20         | 8          | +12        | 63,33%        | -             |               | -             | 8.º           | -             | -             | -             |
| 15º  | Congo             | 4      | 18         | 13         | 4          | 6          | 3          | 9          | 7          | +2         | 46,15%        | -             | -             | 11.º          | -             | 5.º           | 8º            | 16.°          |
| 16º  | Angola            | 4      | 17         | 15         | 3          | 8          | 4          | 13         | 17         | -4         | 37,77%        | -             | 2.º           | -             | 11.º          | 8.º           | -             | 12.°          |
| 17º  | Níger             | 4      | 17         | 15         | 4          | 5          | 6          | 11         | 23         | -12        | 37,77%        | -             | 7.º           | -             | 16.º          | -             | 12º           | 4.°           |
| 18º  | Zimbabue          | 5      | 16         | 18         | 3          | 7          | 8          | 10         | 16         | -6         | 29,62%        | 6.º           | 11.º          | 4.º           | 13.º          | -             | 16º           | -             |
| 19º  | Madagascar        | 1      | 15         | 6          | 5          | 0          | 1          | 12         | 3          | +9         | 83,33%        | -             | -             | -             | -             | -             | -             | 3.°           |
| 20º  | Ruanda            | 4      | 15         | 14         | 4          | 3          | 7          | 11         | 18         | -7         | 35,71%        | -             | 16.º          | -             | 7.º           | 9.º           | 7º            | -             |
| 21º  | Sudáfrica         | 2      | 13         | 7          | 4          | 1          | 2          | 11         | 9          | +2         | 61,90%        | -             | 6.º           | 9.º           | -             | -             | -             | -             |
| 22º  | Gabón             | 3      | 13         | 10         | 3          | 4          | 3          | 12         | 13         | -1         | 43,33%        | -             | 9.º           | 5.º           | 14.º          | -             | -             | -             |
| 23º  | Uganda            | 6      | 12         | 18         | 2          | 6          | 10         | 13         | 27         | -14        | 22,22%        | -             | 15.º          | 12.º          | 12.º          | 13.º          | 14º           | 10.°          |
| 24º  | Tanzania          | 2      | 8          | 6          | 2          | 2          | 2          | 4          | 5          | -1         | 44,44%        | 5.º           | -             | -             | -             | -             | 10º           | -             |
| 25º  | Namibia           | 2      | 8          | 7          | 2          | 2          | 3          | 3          | 7          | -4         | 38,09%        | -             | -             | -             | -             | 7.º           | 15º           | -             |
| 26º  | Burkina Faso      | 3      | 7          | 9          | 1          | 4          | 4          | 6          | 9          | -3         | 25,92%        | -             | -             | 13.º          | -             | 11.º          | 9º            | -             |
| 27º  | Burundi           | 1      | 4          | 3          | 1          | 1          | 1          | 4          | 4          | 0          | 44,44%        | -             | -             | 10.º          | -             | -             | -             | -             |
| 28º  | Mozambique        | 2      | 4          | 7          | 1          | 1          | 5          | 8          | 15         | -7         | 19,04%        | -             | -             | 16.º          | -             | -             | -             | 8.°           |
| 29º  | Mauritania        | 3      | 4          | 9          | 1          | 1          | 7          | 5          | 15         | -10        | 14,81%        | -             | -             | 14.º          | -             | 16.º          | -             | 6.°           |
| 30º  | Togo              | 1      | 3          | 3          | 1          | 0          | 2          | 4          | 5          | -1         | 33,33%        | -             | -             | -             | -             | -             | 11.º          | -             |
| 31º  | Etiopía           | 3      | 2          | 9          | 0          | 2          | 7          | 2          | 13         | -11        | 7,4%          | -             | -             | 15.º          | 15.º          | -             | -             | 17.°          |
| 32º  | Guinea Ecuatorial | 1      | 0          | 3          | 0          | 0          | 3          | 1          | 7          | -6         | 0,00%         | -             | -             | -             | -             | 15.º          | -             | -             |

## Premios y reconocimientos

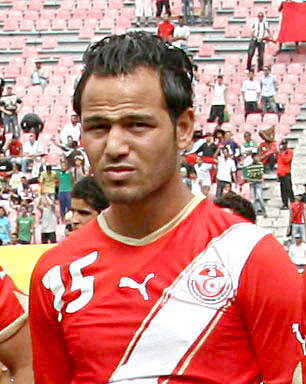
Zouheir Dhaouadi, se convirtió en el primer jugador en consagrarse como campeón, mejor jugador y goleador de este torneo, todos logros obtenidos en la edición de 2011.

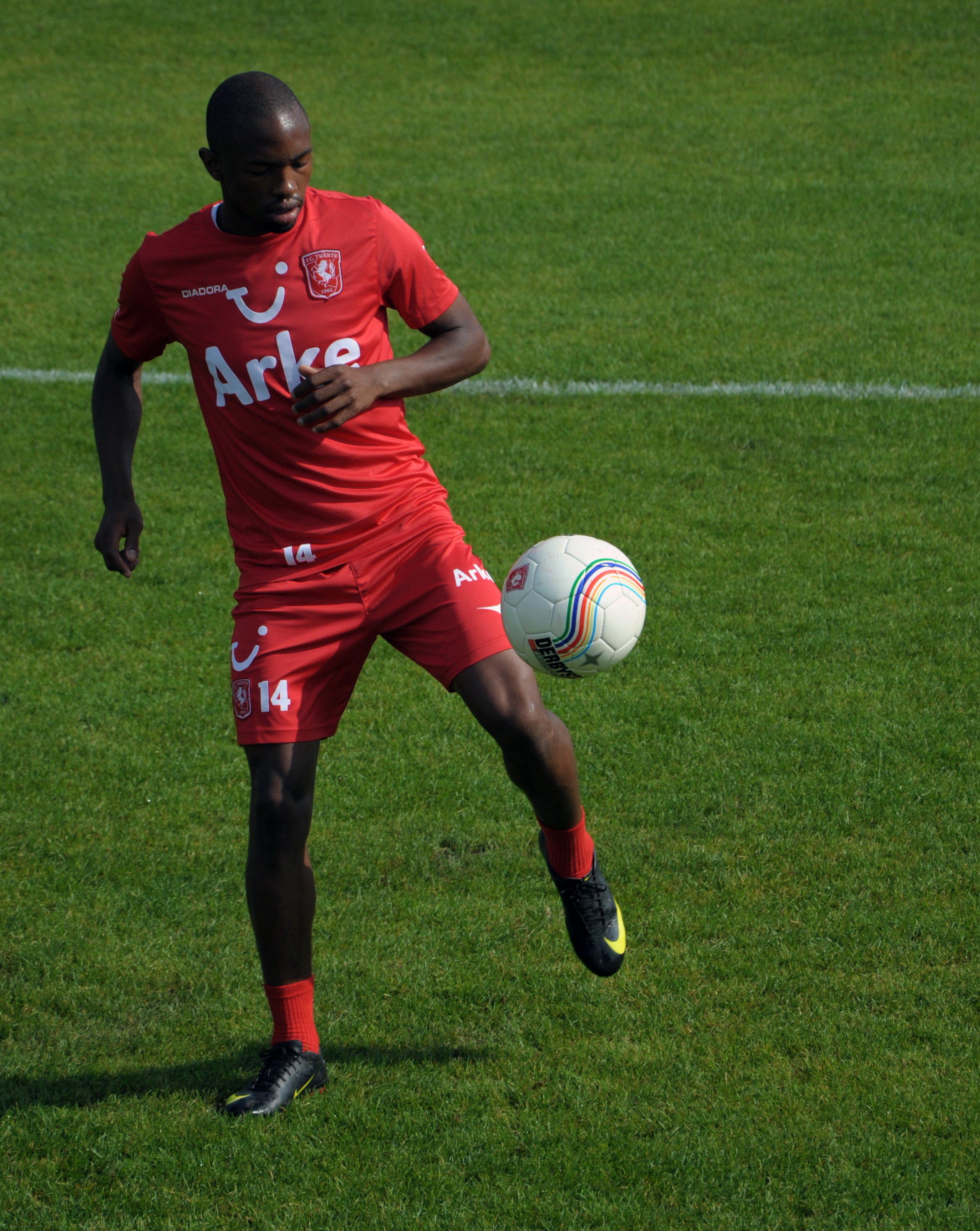
El sudafricano Bernard Parker fue el goleador de la edición 2014.

### Mejor jugador
| Campeonato           | Jugador          | Selección |
| -------------------- | ---------------- | --------- |
| Costa de Marfil 2009 | Trésor Mputu     | RD Congo  |
| Sudán 2011           | Zouheir Dhaouadi | Túnez     |
| Sudáfrica 2014       | Ejike Uzoenyi    | Nigeria   |
| Ruanda 2016          | Elia Meschack    | RD Congo  |
| Marruecos 2018       | Ayoub El Kaabi   | Marruecos |
| Camerún 2020         | Soufiane Rahimi  | Marruecos |
| Argelia 2022         | Houssem Mrezigue | Argelia   |

### Goleador
| Campeonato           | Goleador                                                                        | Selección                     | Goles |
| -------------------- | ------------------------------------------------------------------------------- | ----------------------------- | ----- |
| Costa de Marfil 2009 | Given Singuluma                                                                 | Zambia                        | 5     |
| Sudán 2011           | Hillel Soudani Myron Shongwe Mudathir El Tahir Zouheir Dhaouadi Salema Kasdaoui | Argelia Sudáfrica Sudán Túnez | 3     |
| Sudáfrica 2014       | Bernard Parker                                                                  | Sudáfrica                     | 4     |
| Ruanda 2016          | Chisom Chikatara Elia Meschack Ahmed Akaïchi                                    | Nigeria RD Congo Túnez        | 4     |
| Marruecos 2018       | Ayoub El Kaabi                                                                  | Marruecos                     | 9     |
| Camerún 2020         | Soufiane Rahimi                                                                 | Marruecos                     | 5     |
| Argelia 2022         | Aymen Mahious                                                                   | Argelia                       | 5     |

### Mejor portero
| Campeonato           | Jugador             | Selección           |
| -------------------- | ------------------- | ------------------- |
| Costa de Marfil 2009 | Premio no entregado | Premio no entregado |
| Sudán 2011           | Premio no entregado | Premio no entregado |
| Sudáfrica 2014       | Muhammad Nashnoush  | Libia               |
| Ruanda 2016          | Ley Matampi         | RD Congo            |
| Marruecos 2018       | Akram El Hadi       | Sudán               |
| Camerún 2020         | Anas Zniti          | Marruecos           |
| Argelia 2022         | Papo Sy             | Senegal             |

### Premio al juego limpio
| Campeonato           | Selección |
| -------------------- | --------- |
| Costa de Marfil 2009 | RD Congo  |
| Sudán 2011           | RD Congo  |
| Sudáfrica 2014       | Nigeria   |
| Ruanda 2016          | RD Congo  |
| Marruecos 2018       | Marruecos |
| Camerún 2020         | Malí      |
| Argelia 2022         | Senegal   |

### Jugador del partido
A partir de la edición de Sudáfrica 2014 la CAF otorga conjuntamente con Orange, principal patrocinador del evento, el premio al mejor jugador del partido. El futbolista local, Bernard Parker fue el primer galardonado con dicho premio tras el partido inaugural de la 3er edición que enfrentó a Sudáfrica y a Mozambique.

## Desempeño
| Equipo            | 2009 | 2011 | 2014 | 2016 | 2018 | 2020 | 2022 | 2024 | Años |
| ----------------- | ---- | ---- | ---- | ---- | ---- | ---- | ---- | ---- | ---- |
| Argelia           | •    | 4º   | ×    | ×    | •    | •    | 2º   | ×    | 2    |
| Angola            | •    | 2º   | •    | GS   | QF   | •    | GS   |      | 4    |
| Burkina Faso      | •    | •    | GS   | •    | GS   | GS   | •    |      | 3    |
| Burundi           | •    | •    | GS   | •    | •    | •    | •    |      | 1    |
| Camerún           | •    | QF   | •    | QF   | GS   | 4º   | GS   |      | 5    |
| Congo             | •    | ×    | GS   | •    | QF   | QF   | GS   |      | 4    |
| Costa de Marfil   | GS   | GS   | •    | 3º   | GS   | •    | QF   |      | 5    |
| Etiopía           | ×    | ×    | GS   | GS   | •    | •    | GS   |      | 3    |
| Gabón             | •    | GS   | QF   | GS   | •    | •    | ×    | ×    | 3    |
| Ghana             | 2º   | GS   | 2º   | •    | •    | •    | QF   |      | 4    |
| Guinea            | •    | •    | •    | 4º   | GS   | 3º   | •    |      | 3    |
| Guinea Ecuatorial | ×    | ×    | •    | •    | GS   | •    | •    |      | 1    |
| Kenia             | •    | •    | •    | •    | ×    | •    | ×    | Q    | 1    |
| Libia             | GS   | •    | 1º   | •    | 4º   | GS   | GS   | Q    | 6    |
| Madagascar        | •    | •    | •    | •    | •    | •    | 3º   |      | 1    |
| Malí              | •    | GS   | QF   | 2º   | •    | 2º   | GS   |      | 5    |
| Marruecos         | •    | •    | QF   | GS   | 1º   | 1º   | ×    | Q    | 5    |
| Mauritania        | •    | ×    | GS   | •    | GS   | •    | QF   |      | 3    |
| Mozambique        | •    | •    | GS   | •    | •    | •    | QF   |      | 2    |
| Namibia           | •    | •    | •    | •    | QF   | GS   | ×    | •    | 2    |
| Níger             | •    | QF   | •    | GS   | •    | GS   | 4º   |      | 4    |
| Nigeria           | •    | •    | 3º   | GS   | 2º   | •    | •    |      | 3    |
| RD Congo          | 1º   | QF   | QF   | 1º   | •    | QF   | GS   |      | 6    |
| Ruanda            | •    | GS   | •    | QF   | GS   | QF   | •    |      | 4    |
| Senegal           | 4º   | GS   | •    | •    | •    | •    | 1º   |      | 3    |
| Sudáfrica         | •    | QF   | GS   | •    | •    | •    | •    | ×    | 2    |
| Sudán             | •    | 3º   | •    | •    | 3º   | •    | GS   |      | 3    |
| Tanzania          | GS   | •    | •    | •    | •    | GS   | •    | Q    | 3    |
| Togo              | •    | •    | •    | •    | •    | GS   | •    |      | 1    |
| Túnez             | •    | 1º   | •    | QF   | ×    | ••   | ×    | Q    | 3    |
| Uganda            | •    | GS   | GS   | GS   | GS   | GS   | GS   | Q    | 7    |
| Zambia            | 3º   | •    | •    | QF   | QF   | QF   | •    |      | 4    |
| Zimbabue          | GS   | GS   | 4º   | GS   | •    | GS   | ×    | •    | 5    |
| Total             | 8    | 16   | 16   | 16   | 16   | 16   | 17   | 19   |      |

### Simbología
| - 1º – Campeón - 2º – Finalista - 3º – 3º Lugar - 4º – 4º Lugar - QF — Cuartos de final - GS — Fase de grupos | - Q — Clasificado - •• – Clasificó pero se retiró / Desclasificada después de la clasificación - • – No clasificó - × — No participó / Se retiró / Desclasificada - — Anfitrión |